# Неуязвимый (фильм, 1977)
«Неуязвимый» или «Непробиваемые доспехи» (англ. The Invincible Armour, кит. трад. 鷹爪鐵布衫, упр. 鹰爪铁布衫, пиньинь Yīng zhǎo tiě bù shān, палл. Ин чжао те бу шань, буквально: «Орлиный коготь, стальная броня») — гонконгский фильм с боевыми искусствами 1977 года Ын Сиюня. В главных ролях Джон Лю, Хван Чжон Ри и Тино Вон.

## Сюжет
Чжэн Чжун, авторитетный императорский министр, тайно приказывает своему человеку, Ху Луну, устранить чиновника Лю. Ху выполняет задание и тем самым подставляет генерала Сяо Жуфэна. Генерал вынужден бежать и отыскать убийцу, чтобы доказать свою невиновность. Наконец он находит Ху, но того спасает его учитель. Тем временем Чжэн нанимает для поимки беглеца известного воина по имени Шэнь Юэ, который когда-то был учеником господина Лю.
Несмотря на то, что Юэ хочет наказать Жуфэна, он не убивает его, а отправляется с ним в суд. Это противоречит приказу министра, согласно которому Жуфэн должен быть убит на месте. По пути двое внезапно встречают Ху Луна. Жуфэн пытается наказать мерзавца, но ему мешает учитель Ху Луна. В итоге Ху Лун, а за ним и Жуфэн, сбегают во время схватки между Юэ и учителем Ху Луна. Позже Лун признаётся своему мастеру, что ему было приказано убить господина Лю, и учитель вступает в схватку с министром, в результате которой погибает.
Жуфэн, находясь на свободе, изучает у одного парня и его сестры стиль «Стальная броня», а затем и «Стальной палец», чтобы победить министра. Но его обучение прерывается, когда прибывает Юэ, чтобы снова арестовать беглеца. Юэ начинает сомневаться в виновности схваченного и даёт ему три дня, чтобы тот смог всё выяснить и восстановить своё доброе имя. В конце концов заговор министра раскрыт и он вынужден биться с Юэ и Жуфэном.

## В ролях
- Джон Лю[англ.] — генерал Сяо Жуфэн
- Хван Чжон Ри — высший чиновник министерства уголовных дел Чжэн Чжун
- Тино Вон — Шэнь Юэ
- Филлип Ко — учитель Ху Луна
- Кори Юнь[англ.] — (в эпизоде)
- Юнь Пиу — (в эпизоде)
- Лэй Хойсан[англ.] — Ху Лун
- Сюй Ся — (в эпизоде)
- Чуань Юань[кит.] — высший чиновник военного ведомства Лю Тяньхэ

## Съёмочная группа
- Кинокомпания: Lai Wah Film Co.
- Исполнительный продюсер: Ся Фань
- Режиссёр: Ын Сиюнь
- Ассистент режиссёра: Лили Лю, Норман Ло
- Сценарий: Ын Сиюнь, Тхун Лоу
- Постановка боёв: Юнь Вопхин, Сюй Ся, Юнь Пиу, Кори Юнь[англ.], Юнь Сёньи[англ.]
- Художник: Джонатан Тин
- Композитор: Чау Фуклён
- Оператор: Чён Хой
- Грим: Чжоу Линлун
- Монтажёр: Пхунь Хун
- Дизайнер по костюмам: Хун Кхюньхой, Вон Сиумань

## Реакция
Борис Хохлов (HKCinema.ru): 
Высочайший уровень постановки боёв, отличная увлекательная история и впечатляющие актеры, звёзды того времени — такое редко где встретишь. Вдобавок ещё присутствует и замечательная музыка, которая, правда, целиком стырена из штатовского вестерна "Gunway".
 Бен Джонсон (Kung Fu Movie Guide): 
Это великолепная костюмированная пряжа, в которой представлена шикарная смесь приличного кунг-фу, высоких постановочных достоинств, обильных декораций, гладкой режиссуры и воодушевляющего саундтрека из спагетти-вестернов.
 Авторы книги The Encyclopedia of Martial Arts Movies: 
Просто превосходные боевые искусства, а хореография [боевых сцен] выделяет этот фильм.